# Network (album)
Network is het zestiende studioalbum van de Canadese band Saga.

## Musici
- Michael Sadler – zang
- Ian Crichton – gitaar
- Jim Crichton – basgitaar en toetsen
- Jim Gilmour – toetsen en zang
- Christian Simpson – slagwerk.

## Composities
Alle nummers geschreven door Ian Crichton, Jim Crichton, Jim Gilmour, Michael Sadler en Christian Simpson.
1. "On the Air" (6:25)
2. "Keep It Reel" (4:19)
3. "I'm Back" (5:01)
4. "If I Were You" (3:50)
5. "Outside Looking In" (4:15)
6. "Don't Look Now" (5:06)
7. "Live at Five" (5:16)
8. "Back Where We Started" (4:18)
9. "Believe" (4:56)
10. "Don't Make a Sound" (6:18)